# Mark A. Sammut

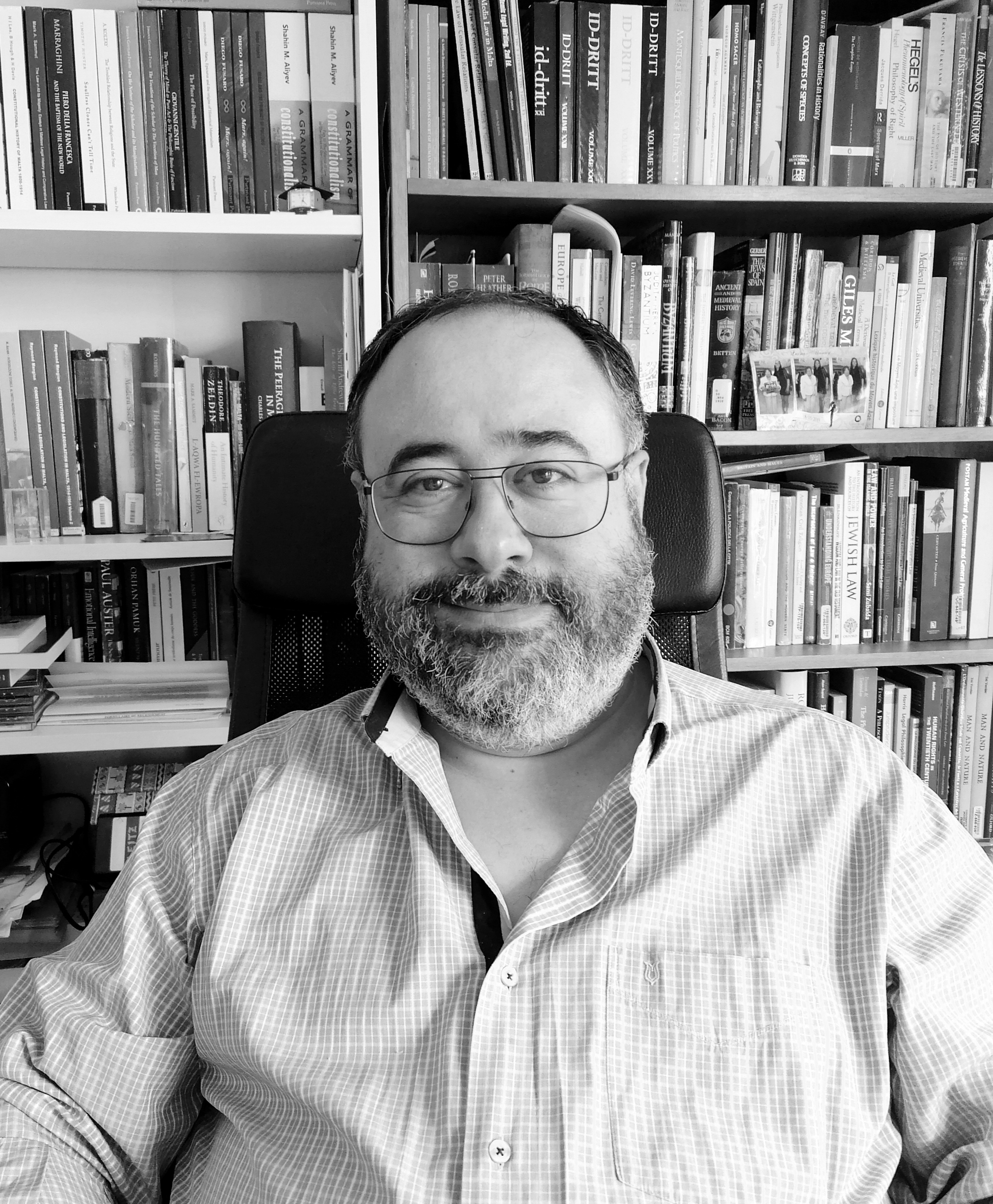

Mark A. Sammut (n. 1973), autor maltés.

## Primeros años
Hijo mayor del escritor maltés Frans Sammut y de Catherine. Mark A. Sammut nació en 1973 en  Malta. Estudió en la Escuela de Santa Mónica , Stella Maris College, Liceo Vassalli, y Liceo GF Abela.

## Educación
Amplió sus estudios en la Universidad de Malta (LL.D., M.Jur. (summa cum laude), M.A.) y en la Universidad de Londres (University College London y la London School of Economics) (LL.M.).

## Cargos Políticos y otros
Sammut desempeñó como Concejal Local (1993-1996), Miembro de la Junta de Sociedades Co-Operativas (1997-98), Secretario del Consejo del Notariado de Malta (2000-03), Cónsul Honorario de Letonia (2001-06), y Presidente de la Asociación de la Lengua Maltesa - Universidad Ghaqda tal-Malti Università (2007-09).
Sammut estuvo en la política activa durante algunos años (1993-2003), y a partir de 1996 en las filas del Partido Laborista de Malta.
Es miembro de la Royal Historical Society de Londres, la European Society for Comparative Legal History y de la Sociedad Histórica de Malta.
De 2014 a 2016, Sammut dio conferencias en la Universidad de Malta en  Historia del Código Penal de Malta.
Desde 2017, Sammut ha estado escribiendo un artículo de opinión regular para la edición dominical de The Malta Independent.

## Publicaciones

### Libros
- Breve historia de Letonia /L-Istorja tal-Latvja fil-Qosor[3] (Malta, 2004)
- Il-Liġi, il-Morali, u r-Raġuni (La ley, la moral, y la razón) con el profesor Giuseppe Mifsud Bonnici, ex Corte Europea de los Derechos Humanos Juez  y expresidente de Justicia de Malta,[4] (Malta, 2008)
- (Contribución) en The Mediterranean Region: Different Perspectives, Common Objectives (La Región del Mediterráneo: Diferentes perspectivas, objetivos comunes) (Ministerio de Defensa, Italia, 2010)
- The Law of Consular Relations (La Ley de Relaciones Consulares)[5] (XPL, Reino Unido, 2010), usado en la Universidad Vytautas Magnus, Kaunas, Lituania como lectura recomendada[6]
- (Editor y coautor)  Malta en el Tribunal Europeo de Derechos Humanos 1987-2012 , con Patrick Cuignet y David A. Borg, con contribuciones del Profesor  Kevin Aquilina (Decano de la Facultad de Leyes de la Universidad de Malta), el  Juez Giovanni Bonello, y MEP  Dra. Teresa Comodini Cachia][7][8] (Malta, 2012)
- The Law in All Its Majesty: Essays in Maltese Legal History and Comparative Law[9] (Russell Square Publishing, London, 2016)

### Otras publicaciones
La traducción de Sammut de La Pazza de Guze' Bonnici fue elogiada por el profesor Charles Briffa en su libro sobre Literatura Maltesa  (Il-Letteratura Maltija: L-Istorja tan-Narrattiva, Malta University Press, 2008).
Sammut ha escrito en el Código Municipal de Malta de Emmanuel de Rohan-Polduc y otros temas relacionados con la Historia y Teoría del Derecho.